# پروتاگوراس (دهانه)
پروتاگوراس یک دهانه برخوردی در ماه‌ است.

## دهانه‌های اقماری
این دهانه ۲ دهانه اقماری دارد.
| Protagoras | عرض جغرافیایی | طول جغرافیایی | قطر         |
| ---------- | ------------- | ------------- | ----------- |
| B          | ۵۶.۳° N       | ۵.۷° E        | ۴.۰ کیلومتر |
| E          | ۴۹.۵° N       | ۰.۵° E        | ۶.۰ کیلومتر |